# Ноготков, Максим Юрьевич
Макси́м Ю́рьевич Ноготко́в (р. 15 февраля 1977, Москва, СССР) — российский предприниматель, топ-менеджер, меценат. Основатель и владелец 10% акций компании  «Связной», председатель совета директоров Связного Банка. В 2012 году вошёл в мировой рейтинг миллиардеров по версии журнала Forbes. Основатель Арт-парка «Никола-Ленивец» (2011) и некоммерческого проекта в сфере электронной демократии и гражданских инициатив «Йополис» (2012).

## Образование
- Факультет информатики и систем управления Московского государственного технического университета имени Н. Э. Баумана (1993—1995, не окончил)[1][2]
- Московская международная высшая школа бизнеса «МИРБИС» (1997—1999)[1]

## Биография
Родился 15 февраля 1977 года в Москве.
С четырнадцатилетнего возраста занимался предпринимательством — продажами компьютерных программ и автоматических определителей номеров для телефонов.
В 1995 году, оставив учёбу в МГТУ имени Н. Э. Баумана, начал собственный бизнес, зарегистрировав компанию «Максус». Компания занималась оптовой торговлей телефонами и персональной аудиотехникой.
В 2002 году открыл под брендом «Связной» первые магазины розничной сети мобильной техники.
В 2004 году преобразовал компанию «Максус» в группу компаний «Связной», в которой стал генеральным директором.
Главный управляющий директор (розничное направление; с 2008) и советник генерального директора (с 2009) «КИТ Финанс».
С 2010 года — президент группы компаний «Связной»; в том же году в состав группы вошёл Промторгбанк, преобразованный в Связной Банк.
В 2010 году открыл сеть ювелирных магазинов Pandora.
В 2011 году основал Парк «Никола-Ленивец».
В декабре 2011 года запустил проект интернет-магазина под брендом Enter (Enter Связной).
В ноябре 2012 года запустил некоммерческий проект в сфере электронной демократии и гражданских инициатив Йополис.
В начале 2013 года основал микрофинансовый онлайн-сервис Credberry.ru, работающий по принципу взаимного кредитования физических лиц (peer2peer). Он должен был заработать к лету 2013 года, однако запуск откладывался из-за технологических сложностей.
В 2014 году контроль над одним из крупных кредиторов группы компаний «Связной» перешёл к Олегу Малису. Через некоторое время к нему же перешёл и контроль над управлением бизнесом группы, а сам Ноготков эмигрировал в США.
16 июля 2018 года Арбитражный суд Калужской области признал Максима Ноготкова банкротом.
По состоянию на 2019 год Ноготков работал ментором в бизнес-сообществе Эквиум.

## Общественная деятельность
- Член генерального совета организации «Деловая Россия».[1]
- На президентских выборах 2012 года Максим Ноготков был доверенным лицом Михаила Прохорова[11].

## Личные достижения
- 1997 — В возрасте двадцати лет стал долларовым миллионером.[12]
- 2006 — Вошёл в первый список 33 самых успешных молодых мужчин в возрасте до 33 лет по версии журнала «Финанс» (№ 103 в России, состояние — $500 млн).[12]
- 2010 — Победитель конкурса «Предприниматель года», проведённого аудиторской компанией Ernst & Young.[3]
- 2011 — № 107 (состояние — $950 млн) в списке богатейших бизнесменов России по версии журнала Forbes.[6]
- 2012 — Вошёл в мировой рейтинг миллиардеров (№ 1153) по версии журнала Forbes.[6]

## Семья
- Отец — инженер, мать — врач.[13]
- Сестра работает в компании «Связной».[13]
- Четверо сыновей.
- Жена Анна Бухарева.

### Интервью
- Школин Андрей. Максим Ноготков: «Мы будем стоить дороже „Евросети“, если решим продаваться» // Финанс. — № 10 (389). — 21—27 марта 2011 года.
- Гуркина Екатерина. Максим Ноготков // firstnews. — 22 апреля 2011 года.
- Ерёмин Алексей. ТАСС-Телеком | Максим Ноготков: Россия — страна огромных возможностей и пустующих ниш // ТАСС-Телеком. — 28 июня 2011 года.
- Большова Анна. Моя страсть — всё новое // Жить хорошо. — 2011. — Август.
- Интервью Олегу Тинькову в программе «Бизнес-секреты» // Портал Олега Тинькова. — 25 сентября 2011 года.
- Куликов Павел. «С этим в разведку пойду, с этим не пойду…» (недоступная ссылка) // Upladder.ru. — 2011. — Ноябрь.

### Статьи
- Серьгина Елизавета. Основатель «Связного» Максим Ноготков создает российский аналог Amazon // РБК daily. — 20 апреля 2011 года.
- It boy июля: Максим Ноготков // Tatler. — 2011. — № 7.
- https://thebell.io/eto-zhizn-posle-smerti-maksim-nogotkov-o-svyaznom-vorovannom-kryme-sobchak-i-preemnike-putina/